# Ma Sik-chun
Ma Sik-chun (馬惜珍, 1938 - 15 juin 2015) est un baron de la drogue hongkongais. Associé à Ng Sik-ho dans les années 1970 sous le surnom de « Golden Ma », il s'exile à Taïwan en 1977 pour éviter la prison. Il tente ensuite à de multiples reprises de revenir légalement à Hong Kong mais sans succès et finit sa vie sur l'île.
Il est le cofondateur, avec son frère Ma Sik-yu (en), du Oriental Daily News (en), l'un des principaux quotidiens de Hong Kong. Ce journal tente souvent de dissimuler l'activité illégale de ses fondateurs en les présentant comme de simples hommes d'affaires et magnats des médias. Par exemple en 2010, il attaque en justice pour diffamation plusieurs sites internet, dont Wikipédia en chinois, pour présenter les frères Ma comme des trafiquants de drogue, mais est débouté de ses attaques devant les tribunaux.

## Biographie
Ma Sik-chun et son frère ainé Ma Sik-yu (en) sont originaires de Chaozhou au Guangdong avant d'émigrer à Hong Kong.
Les frères Ma s'associent avec Ng Sik-ho, un important baron de la drogue de la ville et il est supposé qu'ils commencent à s'impliquer dans le trafic d'héroïne à partir de 1967. Ma Sik-chun gagne progressivement le surnom de « Golden Ma », et est à l'époque responsable des gangs de rue et de la distribution de la drogue. Pour leur achat d'héroïne, les frères Ma s'allient au général Ouane Rattikone (en) du Laos,. Ma Sik-chun est alors considéré comme l'un des plus gros trafiquants de drogue d'Asie.
Les frères fondent l'Oriental Daily News (en) en 1969.
En 1977, des mandats d’arrêt sont émis contre les frères pour l’importation de 700 tonnes d'opium à Hong Kong entre 1968 et 1974. Ma Sik-yu, le frère de Ma Sik-chun, s'enfuit à Taïwan, pays qui n'a pas de traité d'extradition avec Hong Kong. Ma Sik-chun reste quant à lui à Hong Kong et est inculpé en août 1977. Il obtient une libération contre deux cautions de 500 000 HK$ en espèces, pour un total de 1 million HK$. Il ne paye cependant pas les cautions et s'enfuit clandestinement à Taïwan en 1978,,. Un autre mandat d'arrêt est émis à son encontre le 25 septembre 1978. À son arrivée à Taïwan, il est arrêté pour entrée illégale mais libéré un an plus tard.
La propriété de l'Oriental Daily News revient alors à son fils Ma Ching-kwan. En 1998, le Parti conservateur britannique est pris dans un scandale politique après qu'il est révélé que Ma Ching-kwan avait fait don d'un million de livres sterling au parti en 1994. Le scandale éclate après que Ma Ching-kwan ait reclamé le remboursement du don, et avec la publication d'une photo de lui avec le Premier ministre John Major au 10 Downing Street. Des témoignages révèlent que le don avait été fait avec pour condition le retour en toute sécurité de Ma Sik-chun à Hong Kong. Le Parti conservateur ne nie pas l'existence du don, mais nie cependant que des conditions y aient été attachées. William Hague, alors chef du Parti conservateur, accepte de rendre l'argent au motif qu'il s'agit de monnaie étrangère,,.
En 2010, l'Oriental Press poursuit les entreprises derrière cinq sites internet, dont Wikipédia, pour avoir publié des déclarations prétendument diffamatoires. Les plaintes portent principalement sur l'histoire du trafic de drogue de ses fondateurs, les frères Ma, trouvée sur la Wikipédia en chinois. La Wikimedia Foundation, société enregistrée en Californie, ignore la convocation du tribunal et est absente au procès. L'Oriental Press Group est finalement débouté au jugement, et reçoit également une réclamation pour dommages et une injonction en août 2010. Les articles concernés restent sur la Wikipédia en chinois.
De multiples tentatives de retour de Ma Sik-chun sont tentées avant sa mort, dont une en 2014 où son avocat affirme que son « dernier désir » est de retourner à Hong Kong, et que le non-paiement de caution n'est devenu un délit à Hong Kong qu'à partir de 1994.
Il meurt à l'hôpital général des vétérans de Taipei (en) à Taïwan à l'âge de 77 ans.